# بيدرو دي باديلا
لا ينبغي الخلط بينه وبين معاصره ، الشاعر بيدرو دي باديلا .
بيدرو دي باديلا Pedro de Padilla من مواليد( Talavera de la Reina،؟ - غرناطة ، 1599 ) كان عسكريًا إسبانيًا.

## سيرة شخصية
كان قائد المشاة في فلاندرز وبعد ذلك سيد الميدان في نابولي.  في 1563-64 شارك في المساعدة التي قدمتها القوادس الإسبانية تحت قيادة سانشو دي ليفا إلى وهران ، الذي حاصره المور ،   وفي استعادة بينيون دي فيليز دي لا غوميرا التي صنعها غارسيا ألفاريز دي توليدو وأوسوريو ؛   بين 1569-1571 خدم تحت قيادة خوان دي النمسا في حرب غرناطة ضد المور ،    وفي نهاية هذا ، في معارك ليبانتو   ونافارينو  ضد الأتراك.
تم تعيينه حاكمًا لساحات وهران والمرسى الكبير ، وهو المنصب الذي تركه للمشاركة في حرب البرتغال ، وبرز في الاستيلاء على الجزر الثالثة .   بعد الحرب مع ضم البرتغال للإمبراطورية الإسبانية ، عاد إلى حكومة وهران ، حيث غادر منها عام 1589 لتولي مسؤولية حكومة قلعة ميلانو ، حيث كان عليه أن يواجه هجمات الإمبراطورية الإسبانية. الجيش الفرنسي.  بسبب غياب حاكم ميلانسادو خوان فرنانديز دي فيلاسكو إي توفار ، عقد باديلا الحكومة مؤقتًا لفترة وجيزة في عام 1595.
كان قائد Estepa في رتبة سانتياغو وثلاثة عشر منها منذ عام 1597 ، وعضوًا في مجلس حرب فيليبي الثاني .  توفي في غرناطة عام 1599 عندما ذهب للاستيلاء على قلعة الحمراء . قالب:Sucesión
| Predecesor: Martín de Córdoba y Velasco | Gobernador de Orán y Mazalquivir 1585 - 1589 | Sucesor: Diego Fernández de Córdoba |
| Predecesor: خوان فرنانديز (دبلوماسي)    | Gobernador de Milán (interino) 1595          | Sucesor: خوان فرنانديز (دبلوماسي)   |